# Briançonnais Terrane
Il Briançonnais Terrane è una porzione della crosta terrestre che fa parte del Dominio Pennidico delle Alpi.
Secondo alcune ricostruzioni paleogeografiche, le rocce del terrane Briançonnais facevano parte del microcontinente Iberia, che comprendeva non solo la penisola iberica e una porzione delle attuali Alpi Occidentali, ma anche Corsica, Sardegna e Isole Baleari. Data la difficoltà di ricostruzione paleografica di porzioni della crosta terrestre fortemente deformate, l'ipotesi non ha ancora un ampio grado di accettazione tra i geologi.
Il Briançonnais Terrane deriva la sua denominazione dalla città francese di Briançon.